# Медисън (окръг, Айова)
Окръг Медисън (на английски: Madison County) е окръг в щата Айова, Съединени американски щати. Площта му е 1456 km², а населението - 14 019 души (2000). Административен център е град Уинтърсет.